# Porsche Tennis Grand Prix 2005
Porsche Tennis Grand Prix 2005 — жіночий тенісний турнір, що проходив на закритих кортах з твердим покриттям Filderstadt Tennis Club у Фільдерштадті (Німеччина). Належав до турнірів 2-ї категорії в рамках Туру WTA 2005. Відбувсь удвадцятьвосьме і тривав з 3 жовтня до 9 жовтня 2005 року. Перша сіяна Ліндсі Девенпорт здобула титул в одиночному розряді й отримала 98,5 тис. доларів США.

## Фінальна частина

### Одиночний розряд
Ліндсі Девенпорт —  Амелі Моресмо 6–2, 6–4
- Для Девенпорт це був 5-й титул в одиночному розряді за сезон і 50-й — за кар'єру.

### Парний розряд
Даніела Гантухова /  Анастасія Мискіна —  Квета Пешке /  Франческа Ск'явоне 6–0, 3–6, 7–5

## Розподіл призових грошей
| Дисципліна       | П       | Ф       | ПФ      | ЧФ      | 1/8    | 1/16   |
| Одиночний розряд | $98,500 | $53,000 | $28,300 | $15,150 | $8,100 | $4,350 |